# Amos Lee (album)
Amos Lee è il primo ed eponimo album in studio del cantautore statunitense Amos Lee, pubblicato nel 2005.

## Tracce
1. Keep It Loose, Keep It Tight – 3:08
2. Seen It All Before – 4:15
3. Arms of a Woman – 4:11
4. Give It Up – 2:38
5. Dreamin' – 2:54
6. Soul Suckers – 2:49
7. Colors – 2:40
8. Bottom of the Barrel – 2:00
9. Black River – 3:31
10. Love In the Lies – 3:22
11. All My Friends – 4:18

## Formazione
- Amos Lee - chitarra, voce, cori (4)
- Lee Alexander - basso (2, 3, 5, 8, 9, 10), pulp drum (9)
- Fred Berman - batteria (3, 5, 7, 11), cori (4)
- Kevin Breit - chitarra acustica (8), mandolino (8)
- Adam Levy - chitarra elettrica (2, 3, 5, 10), cori (4)
- James Gadson - batteria (2), cori (4)
- Larry Gold - violoncello (1, 6), arrangiamento archi (6)
- Zara Bodé - cori (2)
- Devin Greenwood - Hammond B3 (2, 4, 10), cori (2), Wurlitzer (3, 11)
- Norah Jones - piano (1, 7), cori (7), Wurlitzer (7)
- Alexandra Leem - viola (6)
- Jaron Olevsky - basso (1, 7, 11)
- Dan Rieser - batteria (1, 10)
- Nate Skiltes - mandolino (7)
- Chris Thomas - basso (4)